# Rožďalovické rybníky
Ptačí oblast Rožďalovické rybníky se nachází na rozhraní středního Polabí a Českého ráje asi 16 km severovýchodně od okresního města Nymburk.

## Popis krajiny
Z fytogeografického hlediska patří do teplé oblasti termofytika, podokresu Rožďalovická tabule. Reliéf má charakter ploché pahorkatiny s výškovou členitostí 30–75 m a nadmořské výšce 210–270 m. Území patří do povodí Labe a je odvodňováno řekou Mrlina.
Krajinu charakterizuje komplex přirozených lesů s dubohabrovými háji, rákosinami a vlhkými loukami v okolí soustavy více než 20 rybníků táhnoucí se od obce Dětenice na severozápadě až po Městec Králové na jihovýchodě. Tento pestrý komplex biotopů tvoří útočiště pro výskyt řady vzácných a ohrožených druhů rostlin a živočichů. V současné době má k nejcennějším lokalitám vlastnický nebo nájemní vztah Pozemkový spolek Polabí Polabského ekocentra ČSOP, který zde hospodaří v souladu se zájmy ochrany přírody. Mezi chráněné rybníky rožďalovické soustavy patří rybníky Zrcadlo, Bučický, Nečaský, Pustý, Vražda, Jakubský, Pilský, Komorní, Komárovský, Kojetín, Bílek, Hasina, Pařízek, Třeboňský, Horní a Krčský.

## Historie oblasti
Formování krajiny započalo po skončení husitských válek, kdy bylo území značně vylidněno a trpělo jarními i podzimními záplavami. Zabránit tomu mělo rybníkářství. Vznikly zde menší plochy rybníků než na Poděbradsku a Pardubicku, což bylo dáno zejména omezenými zdroji vody v Mrlině a Štítarském potoce. První rybníky byly vybudovány již před koncem 15. století a zachovaly se většinou doposud. Své první zkušenosti s výstavbou rybníků zde sbíral i proslulý Jakub Krčín z Jelčan.

## Důvody ochrany
Ptačí oblast Rožďalovické rybníky byla vyhlášena nařízením vlády č. 606/2004 Sb. pro ochranu dvou ptačích druhů – motáka pochopa a jeřába popelavého. V oblasti se vyskytuje i řada dalších ptačích druhů, jako jsou například bukač velký (Botaurus stellaris), orel mořský (Haliaeetus albicilla), luňák červený (Milvus milvus), strnad luční (Emberiza calandra), chřástal kropenatý (Porzana porzana), čáp černý (Ciconia nigra), sýkořice vousatá (Panurus biarmicus) a jiné. Do dnešní doby bylo na lokalitě zaregistrováno 205 druhů ptáků z nichž zahnízdilo 136.

## Fauna a flóra
Flóra je pestrá se zastoupením převážně teplomilnějšího křídla středoevropské květeny, jako jsou například lilie zlatohlavá (Lilium martagon), vstavač nachový (Orchis purpurea), prstnatec májový (Dactylorhiza majalis) a jiné. Z obojživelníků se zde vyskytují početné populace žab – kuňka obecná (Bombina bombina), rosnička zelená (Hyla arborea) a skokan skřehotavý (Pelophylax ridibundus), z hmyzu se vyskytuje například roháč obecný (Lucanus cervus).

## Galerie

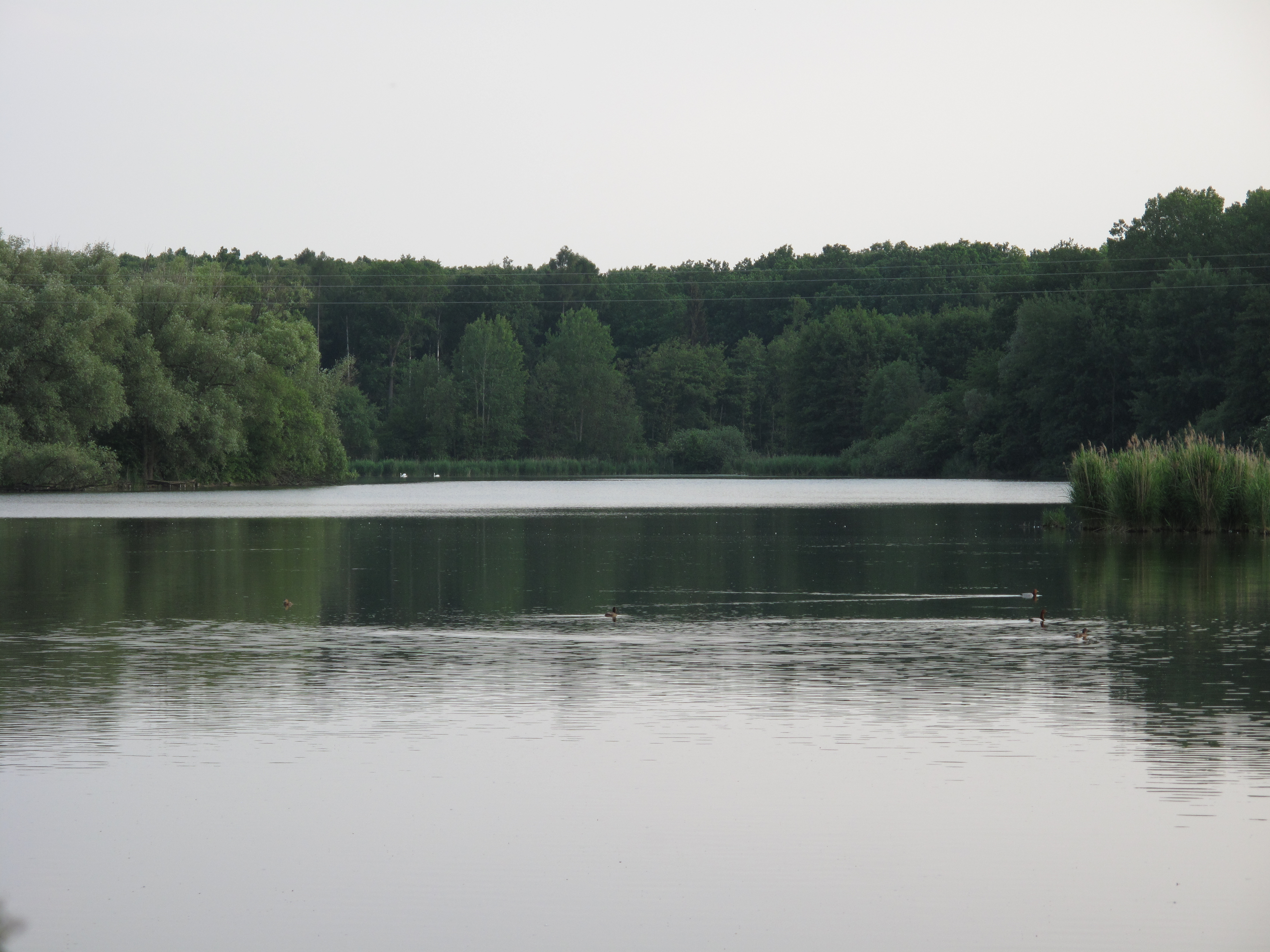
Kachny a labutě na Jakubském rybníce
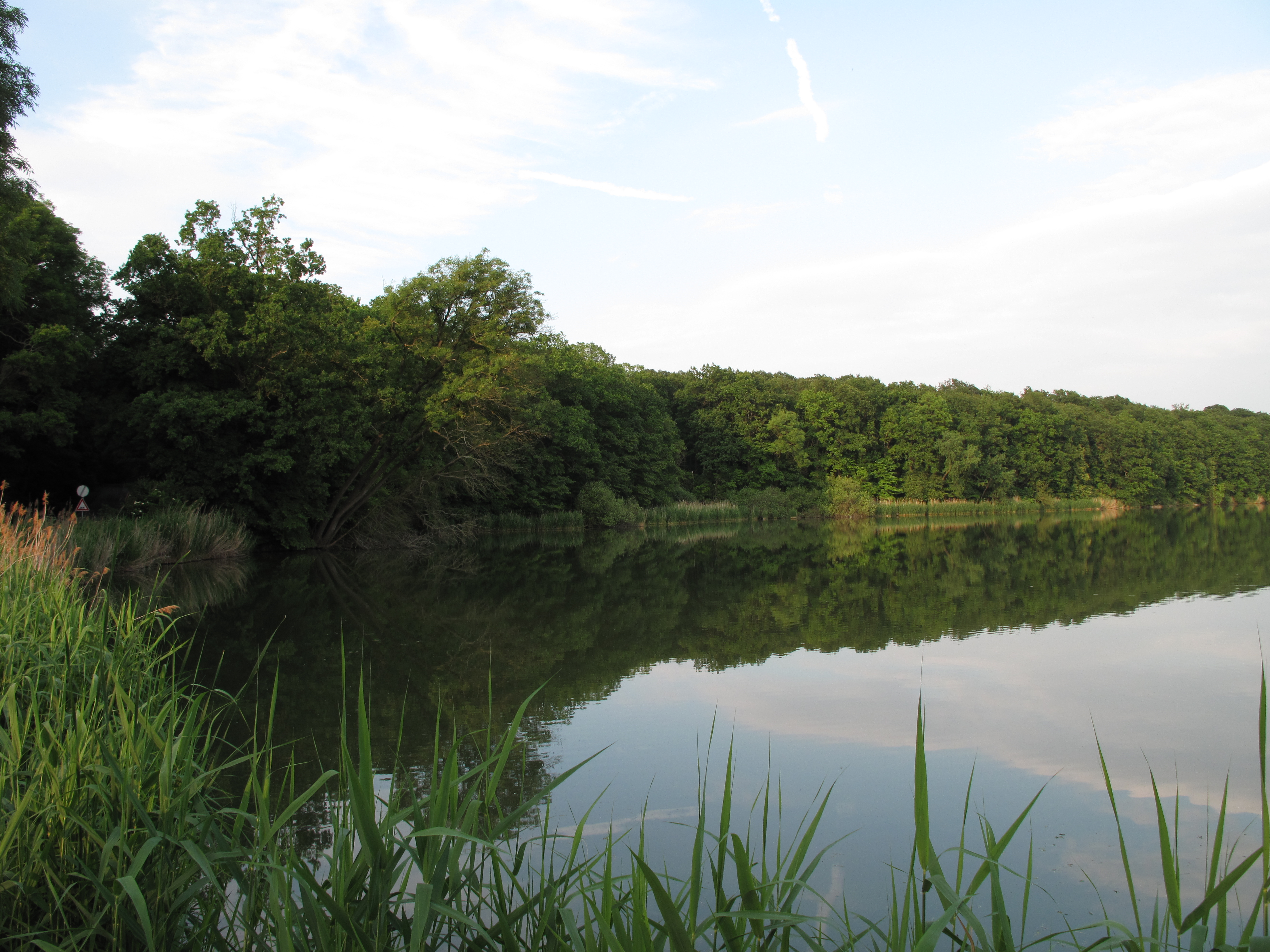
Pobřežní rákosiny Jakubského rybníka
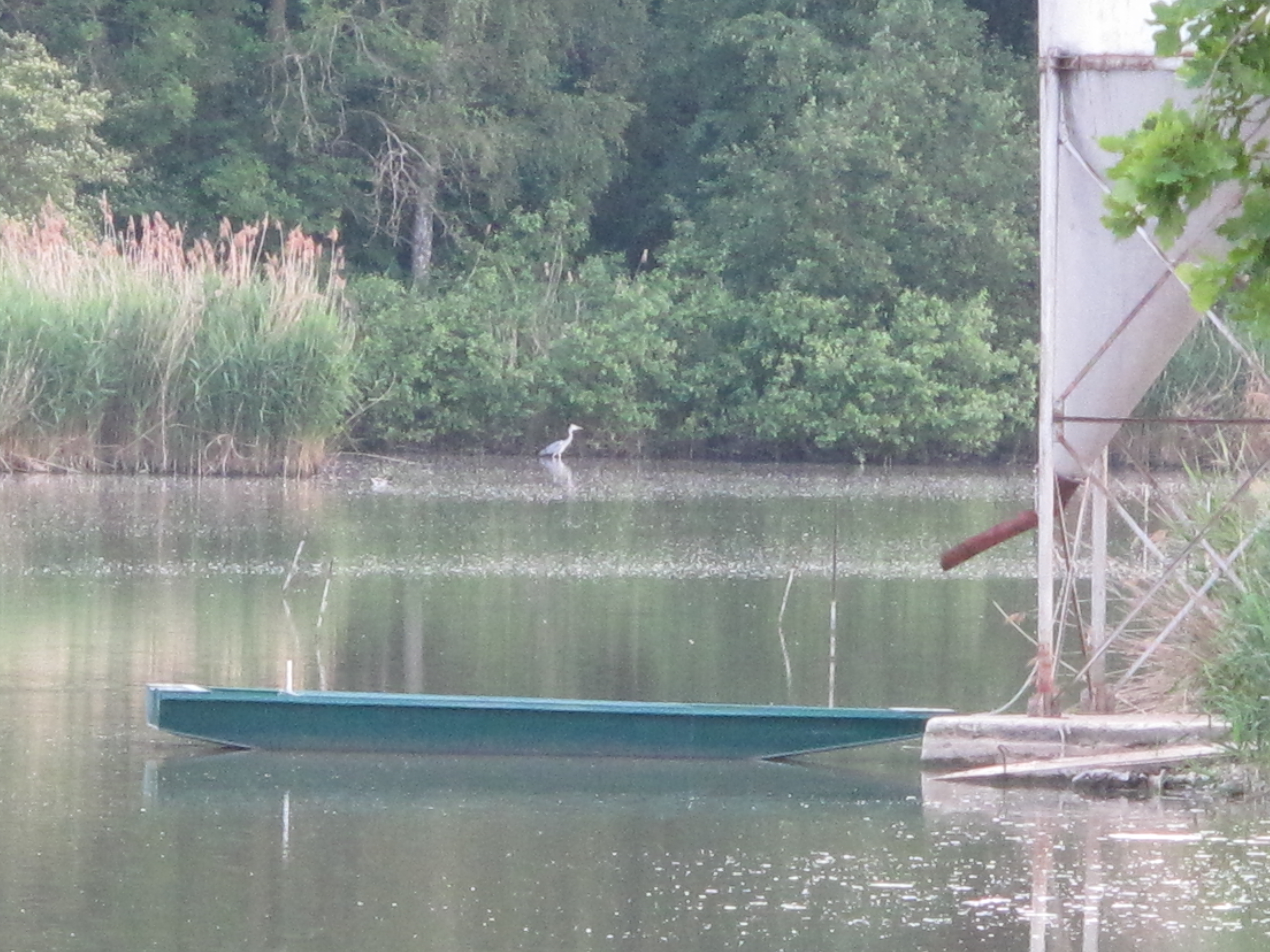
Volavka na rybníce Vražda
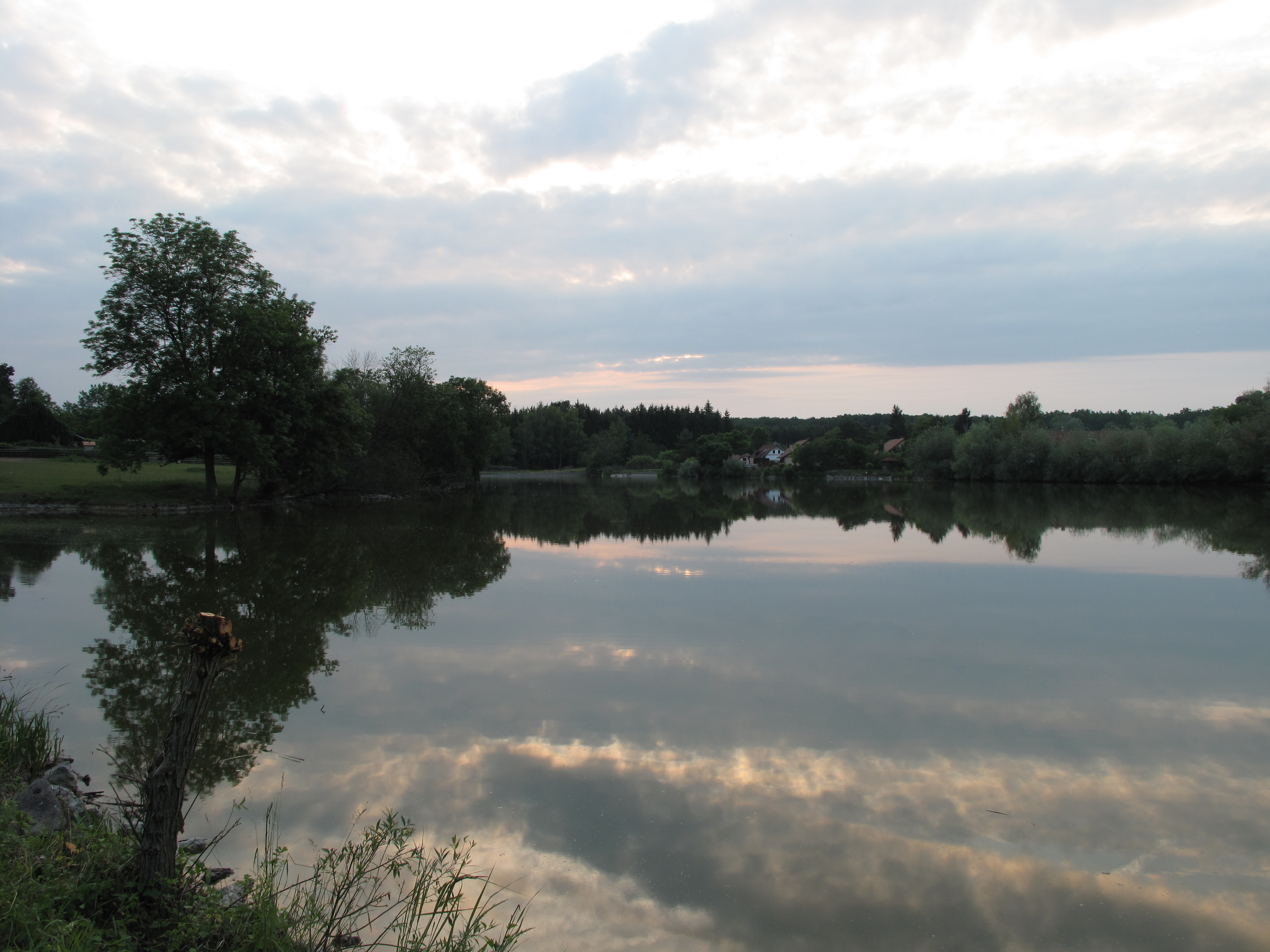
Podvečer na Komorním rybníce